# Vattenur

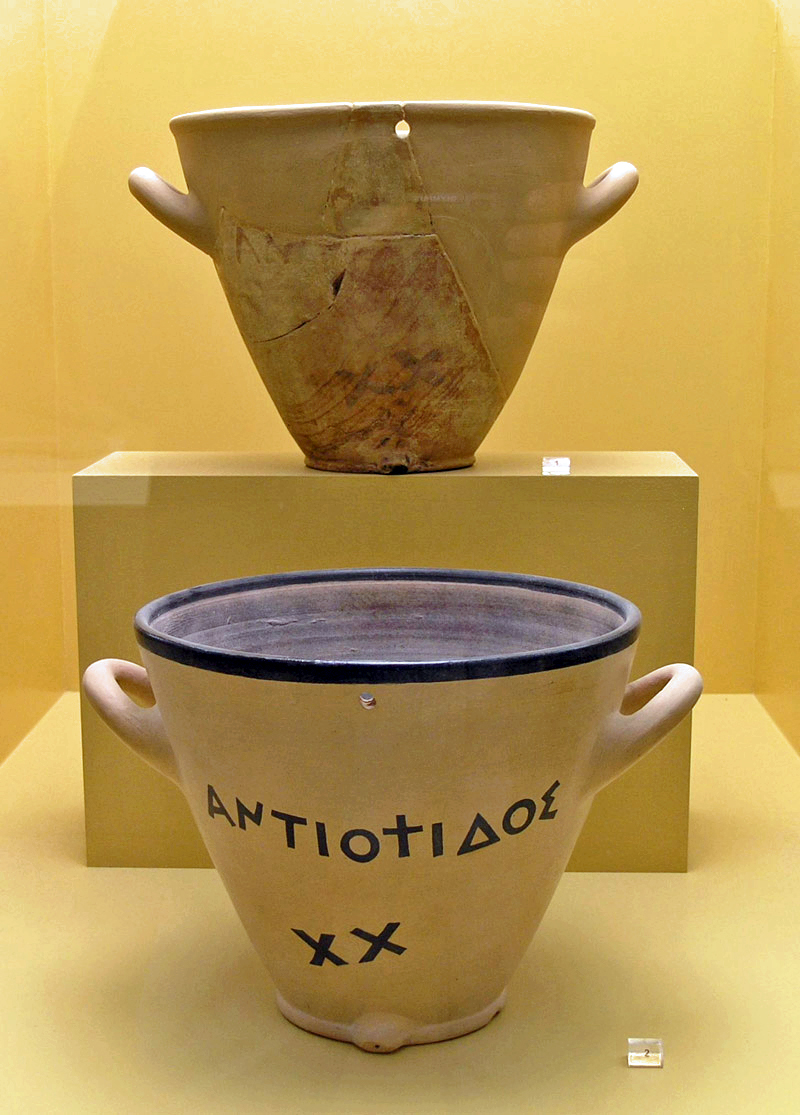
Överst ett vattenur från slutet av 500 f. Kr. Det nedre vattenuret är en rekonstruktion.

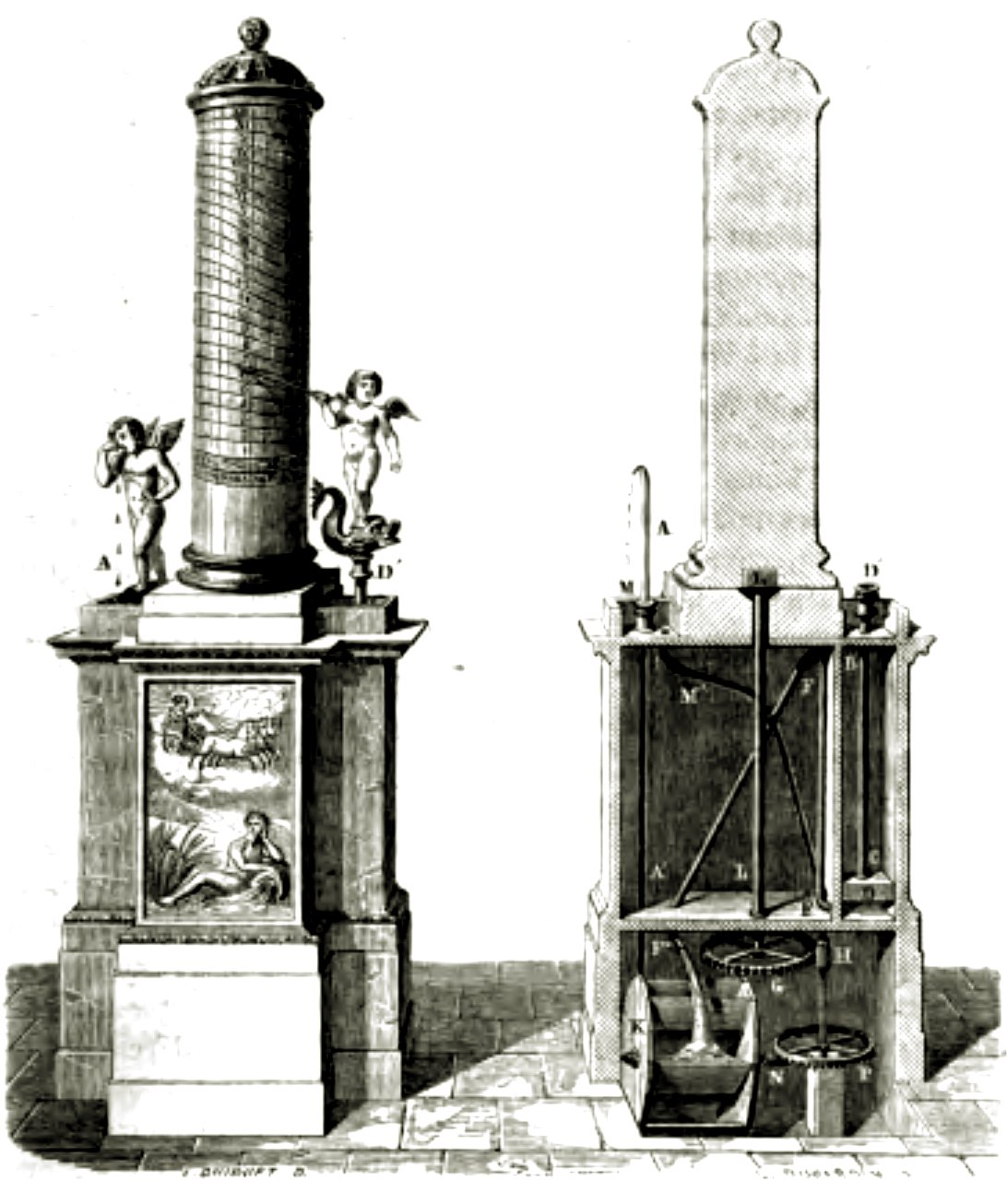
Ktesibios vattenur, ritad av den franske arkitekten Claude Perrault

Vattenur eller klepsydra (eller klepshydra) är en av de tidigaste tidmätarna och användes redan omkring 1500 f. Kr. i Persien (dagens Iran), i det forntida Egypten och i Kina. Tidens gång mättes genom att vatten i ett kärl på ett kontrollerat sätt tappades av eller fylldes på. 
Ordet klepsydra kommer ursprungligen från grekiskan och betyder direkt översatt "vattentjuv". Det är en sammansättning av orden kleptein ("att stjäla") och hydōr ("vatten"). Den grekiske naturfilosofen Empedokles använde en sådan för att påvisa att det man vanligen kallar tomrum är fyllt av luft. Om man sänker ner ett kärl i vatten så att den luft kärlet rymmer inte kan tränga ut kan vatten heller inte tränga in i större utsträckning än luften komprimeras av trycket.
Klepsydra användes i den klassiska forntiden (företrädesvis vid offentliga föredrag, domstolsförhandlingar och så vidare) som tidmätare. Klepsydran överensstämde således väsentligen med senare tiders timglas.
Moderna vattenur är snarare konstverk än tidmätare. Den franska konstnären och tidigare fysikern Bernard Gitton har skapat ett antal vattenur som utsmyckning i olika delar av världen, bland annat det i Europa-Center i Berlin. Detta ur är 13 meter högt och visar tiden i två kolonner för timmar respektive minuter.